# Azat (fiume)
L'Azat (in armeno Ազատ?) è un fiume armeno. Nasce nella provincia di Ararat, e si dirige a sud-ovest prima di gettarsi nell'Aras (riva sinistra).

## Patrimonio dell'umanità
La parte alta della valle che contiene il fiume ospita il Monastero di Geghard ed altri edifici che, nel loro complesso, formano un patrimonio dell'umanità dell'UNESCO fin dal 2000.
Per la precisione si tratta delle vicinanze del villaggio di Goght, nella provincia di Kotayk'.